# Claudio Bortolotto
Claudio Bortolotto (* 19. März 1952 in Orsago) ist ein ehemaliger italienischer Radrennfahrer.

## Sportlicher Werdegang
Bortolotto belegte in seinem ersten Berufsfahrerjahr beim Giro d’Italia 1974 den 15. Gesamtrang. Er bestritt den Giro d’Italia insgesamt 10 mal und seine Ergebnisse bei dieser Grand Tour waren für seine Karriere prägend:  1977 gewann er eine Etappe und wurde Gesamtachter. 1978 beendete er die Italienrundfahrt ebenfalls auf Rang 8. Ein weiterer Etappensieg gelang ihm beim Giro d’Italia 1979, bei dem er überdies die Bergwertung gewann. Auch 1980 und 1981 gewann er die Bergwertung. 1981 wurde er außerdem Neunter in der Gesamtwertung.
Zu Bortolottos weiteren wichtigen Erfolgen zählte der Gesamtsieg beim Etappenrennen Grand Prix Midi Libre 1978 sowie seine Siege in den Eintagesrennen GP Industria & Commercio di Prato 1977 und Gran Premio Città di Peccioli - Coppa Sabatini 1981. Beim Klassiker Mailand–Sanremo wurde er 1982 Sechster.
Nach Ablauf der Saison 1984 beendete Bortolotto seine Profikarriere.

## Erfolge
1977
- eine Etappe Giro d’Italia
- GP Industria & Commercio di Prato

1978
- Gesamtwertung und eine Etappe Grand Prix Midi Libre

1979
- eine Etappe und Bergwertung Giro d’Italia

1980
- Bergwertung Giro d’Italia

1981
- Gran Premio Città di Peccioli - Coppa Sabatini
- Bergwertung Giro d’Italia

1982
- eine Etappe Deutschland-Rundfahrt

## Grand Tours-Platzierungen
| Grand Tour            | 1974 | 1975 | 1976 | 1977 | 1978 | 1979 | 1980 | 1981 | 1982 | 1983 | 1984 |
| --------------------- | ---- | ---- | ---- | ---- | ---- | ---- | ---- | ---- | ---- | ---- | ---- |
| Vuelta a EspañaVuelta | –    | –    | –    | –    | –    | –    | DNF  | –    | –    | 14   | DNF  |
| Giro d’ItaliaGiro     | 35   | –    | 22   | 8    | 8    | 15   | 25   | 9    | DNF  | 34   | 38   |
| Tour de FranceTour    | –    | –    | –    | –    | –    | –    | –    | –    | –    | –    | –    |